# Deutsche Tolkien Gesellschaft
Die Deutsche Tolkien Gesellschaft e. V. (DTG) ist ein gemeinnütziger literarischer Verein, der sich mit dem Leben und Wirken des britischen Autors J. R. R. Tolkien auseinandersetzt und die Verbreitung seiner Werke sowie die wissenschaftliche Auseinandersetzung mit ihnen fördern will.
Gegründet wurde die DTG am 1. August 1997 und ist seit 1998 in Köln, ihrem Sitz, im Vereinsregister eingetragen. Die DTG gibt zweimal jährlich ihre Vereinszeitschrift Der Flammifer von Westernis heraus, wie auch das wissenschaftliche Jahrbuch Hither Shore, das die Beiträge des Tolkien Seminars und weitere Aufsätze im Rahmen der Tolkienforschung enthält. Die DTG veranstaltet jährlich das Tolkien Thing, das Tolkien Seminar und mehrere Tolkien Tage. Die Mitglieder organisieren sich regional in Tolkien Stammtischen.
Die DTG ist außerdem Mitglied in der Arbeitsgemeinschaft Literarischer Gesellschaften und Gedenkstätten.

## Veranstaltungen
Die DTG organisiert jedes Jahr im Sommer ein großes Mitgliedertreffen (Tolkien Thing), auf dem auch offizielle Entscheidungen durch die Mitgliederversammlung getroffen und die Mitglieder des Vereinsvorstands gewählt werden. In den letzten Jahren haben am Tolkien Thing jeweils über 100 Personen teilgenommen.
Hinzu kommt der Tolkien Tag, der seit 1996 mehrmals jährlich stattfindet. Ursprünglich als eintägige Veranstaltung konzipiert, bei der das Thema Tolkien in Form von Vorträgen, Spielen und Vorführungen einem breiteren Publikum – also auch Nicht-Vereinsmitgliedern – nähergebracht werden sollte, hat sich insbesondere der Tolkien Tag in Geldern zu einem mehrtägigen Event entwickelt. Er erstreckt sich heute von Donnerstag bis Sonntag und findet traditionell am Wochenende nach Pfingsten statt.
Weitere Tolkien Tage wurden an wechselnden Orten in ganz Deutschland ausgerichtet, unter anderem in Augsburg, Berlin, Bonn, Geldern, Hamburg, Hannover, Rodgau, Veste Otzberg, Köln und Jena.
Der Tolkien Tag Jena wird seit 2023 ebenfalls jährlich veranstaltet und findet stets Ende September statt.
2004 ist eine weitere Veranstaltung hinzugekommen, die regelmäßig jedes Jahr stattfinden soll: das Tolkien Seminar. Dies ist ein kleiner wissenschaftlicher Kongress, bei dem namhafte Tolkien-Experten aus dem europäischen Raum Vorträge zu einem bestimmten gemeinsamen Thema halten, die anschließend mit den Teilnehmern diskutiert werden. Das erste Seminar wurde im April 2004 in Köln abgehalten. Weitere Tagungsorte waren Jena (April 2005, Mai 2007, April 2008, April 2010, April 2012, Mai 2014, Oktober 2019, Oktober 2022), Mainz (April 2006), Hannover (April 2009) Potsdam (April 2011), Aachen (April 2013, Mai 2015, Oktober 2018, 2024), Augsburg (Oktober 2017), Göttingen (2023), Mainz (2025) und Marburg (Oktober 2021).
Schließlich gibt es noch eine vierte Aktivität, die zwar weniger von der wissenschaftlichen Erschließung von Tolkiens Werk geprägt ist, jedoch auch eine wichtige Funktion für das Vereinsleben hat: den Tolkien Stammtisch. In mehr als 30 Städten in Deutschland, Österreich und der Schweiz findet regelmäßig (meist einmal pro Monat) ein Stammtisch unter der Schirmherrschaft der DTG statt. Die Stammtische sind so etwas wie regionale Vertretungen der DTG, weil sie (zumindest in den Großstädten) für viele zukünftige Vereinsmitglieder die erste Kontaktmöglichkeit mit der DTG sind. Aus den Stammtischen bilden sich zumeist auch die Organisationskomitees für die Tolkien Tage.

## Publikationen
Der andere wichtige Bereich des DTG-Vereinslebens umfasst die Publikationen: Zweimal pro Jahr erscheint die Mitgliederzeitschrift Der Flammifer von Westernis. Das Magazin hat 60 Seiten und wird farbig gedruckt. Die Themen der Beiträge reichen von Veranstaltungsberichten über Essays bis hin zu Rezensionen und Satire. Seit Mitte 2003 stellt der Flammifer in jeder Ausgabe eine der Tolkien-Gesellschaften in aller Welt vor: Bisher wurden u. a. Ungarn, Israel, Griechenland, Österreich, Belgien und Taiwan porträtiert. In jeder Ausgabe des Flammifer gibt es eine „English Summary“ des Inhalts. Diese soll die internationale Zusammenarbeit mit den Zeitschriften ausländischer Tolkien-Gesellschaften erleichtern. Den Flammifer erhalten alle Mitglieder der DTG im Rahmen ihrer Mitgliedschaft automatisch per Post.
Neben der Vereinszeitschrift gibt es eine weitere gedruckte DTG-Publikation:
Der Hither Shore ist das interdisziplinäre und internationale Fachbuch der DTG. Es hat die moderne Fantasy-Literatur, insbesondere J. R. R. Tolkiens Werk zum Gegenstand. Als DTG-Jahrbuch dokumentiert der Hither Shore das Tolkien Seminar der DTG des jeweils abgelaufenen Jahres sowie weitere wissenschaftliche Forschungsarbeiten aus der DTG und ihrem direkten Umfeld. Die Reihe Hither Shore hat 2006 und 2008 den Deutschen Phantastik Preis in der Kategorie „Bestes Sekundärwerk“ gewonnen.

### Bisher erschienene Ausgaben
- 2004: Hither Shore 1: Tolkien und seine Deutungen
- 2005: Hither Shore 2: Tolkiens Weltbild(er)
- 2006: Hither Shore 3: History of Middle-earth
- 2007: Hither Shore 4: Tolkiens kleinere Werke
- 2008: Hither Shore 5: Der Hobbit
- 2009: Hither Shore 6: Gewalt, Konflikt und Krieg bei Tolkien
- 2010: Hither Shore 7: Tolkien und Romantik
- 2011: Hither Shore 8: Tolkien und das Mittelalter
- 2012: Hither Shore 9: Tolkien’s Influence on Fantasy
- 2013: Hither Shore 10: Tolkien-Adaptionen
- 2014: Hither Shore 11: Natur und Landschaft in Tolkiens Werk
- 2015: Hither Shore 12: Tolkiens „On Fairy-stories“
- 2016: Hither Shore 13: Tolkiens Philosophie der Sprache
- 2017: Hither Shore 14: Worldbuilding in Fantasy Literature
- 2019: Hither Shore 16: Macht und Autorität in Tolkiens Werk
- 2020: Hither Shore 17: Brücken und Grenzen[1]
- 2021: Hither Shore 18: Tolkien und Politik
- 2022: Hither Shore 19: Raum und Zeit in Tolkiens Werk
- 2023: Hither Shore 20: Mit anderen Augen: Die Visualisierung von Tolkiens Werk